# Mohammad Naderi
Pour les articles homonymes, voir Naderi.
Mohammad Naderi (en persan : محمد نادری), né le 5 octobre 1996 à Téhéran, est un footballeur international iranien, qui évolue au poste de latéral gauche à Tractor SC.

## Biographie

### En club
À l'été 2016, Mohammad Naderi quitte le Moghavemat Téhéran pour rejoindre le Tractor Sazi. Naderi dispute son premier match en professionnel avec le Tractor Sazi le 30 septembre 2016 dans le cadre d'un 64e de finale de coupe d'Iran face au Foolad Yasuj (victoire 2-0). Il dispute son premier match de championnat d'Iran le 25 novembre 2016 face au Saba Qom (victoire 2-1), en remplaçant Mohammad Ebrahimi à la 92e minute de jeu.
En janvier 2017, il est prêté pour six mois au Nassaji Mazandaran, en deuxième division. Il inscrit son premier but le 24 avril 2017 face au Rah Ahan, en clôturant une victoire 4-1. À l'issue de la saison, le Nassaji Mazandaran se classe à la 10e place du classement, dans le ventre mou.
Lors de la saison 2017-2018, Naderi revient au Tractor Sazi et s'affirme comme un titulaire indiscutable au poste de défenseur central. Il dispute aussi la Ligue des Champions de l'AFC en raison de la 3e place obtenue la saison précédente. Le Tractor se classe dernier se sa poule composée d'Al-Ahli, Al-Jazira et Al-Gharafa.
Le 13 juillet 2018, Naderi rejoint l'Europe et le club belge du KV Courtrai pour quatre saisons. Il ne dispute pourtant aucun match avec le club, est prêté dès le 29 décembre 2018 au Persépolis. Avec l'Armée rouge, il est un titulaire au poste de latéral gauche, et permet au club de remporter le championnat pour la troisième fois consécutive mais aussi la coupe d'Iran pour la première fois depuis 8 ans. En conséquence, Persépolis remporte automatiquement la Supercoupe. Il dispute aussi la Ligue des Champions, mais les Iraniens terminent à la dernière place de leur groupe derrière Al-Sadd, Al-Ahli et le Pakhtakor Tachkent. Pour sa deuxième saison, il mène à nouveau le club au titre de champion d'Iran et voit ses coéquipiers atteindre la finale de la Ligue des Champions, qui sera perdue face à Ulsan Hyundai après son départ. En Coupe d'Iran, Persépolis est éliminé en demi-finales aux tris au but par son grand rival, l'Esteghlal.
Le 23 octobre 2020, un jour après la fin de son prêt, il signe un contrat d'un an en faveur de l'autre grand club de Téhéran et rival de Persépolis, l'Esteghlal, qui dépense 150 000 euros pour le recruter,. En championnat, les Garçons bleus d'Asie terminent sur la dernière marche du podium, qualificative pour la prochaine Ligue des Champions. L'Esteghlal, après avoir notamment éliminé Persépolis aux penalties en quarts de finale, échoue en finale de la Coupe d'Iran en butant aux tirs au but sur le Foolad Ahvaz. Es-Es termine aussi à la première place de leur groupe de Ligue des Champions en devançant Al-Duhail, Al-Ahli et Al-Shorta. Naderi inscrit son premier but dans cette compétition lors d'une victoire 5-2 face à Al-Ahli le 15 avril 2021.
Le 11 août 2021, il fait son retour en Europe en rejoignant pour deux saisons l'Altay SK, promu en première division turque,.

### En sélection
Mohammad Naderi est convoqué pour la première fois en équipe d'Iran en 2019 par Marc Wilmots. Il dispute son premier match avec la Team Melli le 14 novembre 2019 lors d'un déplacement en Irak dans le cadre des qualifications à la Coupe du monde 2022 (défaite 2-1), en remplaçant Milad Mohammadi, blessé, à la 53e minute de jeu.

## Statistiques
| Saison                | Club                      | Championnat           | Championnat | Championnat | Coupe(s) nationale(s) | Coupe(s) nationale(s) | Compétition(s) continentale(s) | Compétition(s) continentale(s) | Compétition(s) continentale(s) | Total | Total |
| Saison                | Club                      | Division              | M.          | B.          | M.                    | B.                    | Comp.                          | M.                             | B.                             | M.    | B.    |
| 2016-2017             | Tractor Sazi              | Pro League            | 1           | 0           | 1                     | 0                     | -                              | -                              | -                              | 2     | 0     |
| 2017-2018             | Tractor Sazi              | Pro League            | 25          | 0           | 3                     | 0                     | LCA                            | 6                              | 0                              | 34    | 0     |
| Sous-total            | Sous-total                | Sous-total            | 26          | 0           | 4                     | 0                     | -                              | 6                              | 0                              | 36    | 0     |
| 2016-2017             | Nassaji Mazandaran (prêt) | Azadegan League       | 8           | 1           | -                     | -                     | -                              | -                              | -                              | 8     | 1     |
| 2018-2019             | KV Courtrai               | Division 1A           | -           | -           | -                     | -                     | -                              | -                              | -                              | 0     | 0     |
| 2018-2019             | Persépolis (prêt)         | Pro League            | 13          | 0           | 3                     | 0                     | LCA                            | 6                              | 0                              | 22    | 0     |
| 2019-2020             | Persépolis (prêt)         | Pro League            | 17          | 0           | 4                     | 0                     | LCA                            | 1                              | 0                              | 22    | 0     |
| Sous-total            | Sous-total                | Sous-total            | 30          | 0           | 7                     | 0                     | -                              | 7                              | 0                              | 44    | 0     |
| 2020-2021             | Esteghlal                 | Pro League            | 23          | 1           | 5                     | 0                     | LCA                            | 4                              | 2                              | 32    | 3     |
| 2021-2022             | Altay SK                  | Süper Lig             | 24          | 1           | 1                     | 0                     | -                              | -                              | -                              | 25    | 1     |
| 2022-2023             | Altay SK                  | 1. Lig                | 1           | 0           | -                     | -                     | -                              | -                              | -                              | 1     | 0     |
| Sous-total            | Sous-total                | Sous-total            | 25          | 1           | 1                     | 0                     | -                              | -                              | -                              | 26    | 1     |
| Total sur la carrière | Total sur la carrière     | Total sur la carrière | 112         | 3           | 17                    | 0                     | -                              | 17                             | 2                              | 146   | 5     |

## Palmarès
| Tractor Sazi - Coupe d'Iran : - Finaliste : 2016-17 (en). |  | Persépolis - Championnat d'Iran (2) : - Champion : 2018-19 et 2019-20. - Coupe d'Iran (1) : - Vainqueur : 2018-19 (en). - Supercoupe d'Iran (1) : - Vainqueur : 2019 (en). |  | Esteghlal - Coupe d'Iran : - Finaliste : 2020-21 (en). |